# FC Rosengård (futebol feminino)
O FC Rosengård (Equipa Dam A) é a equipa de futebol feminino do clube Fotboll Club Rosengård, sediado na cidade de Malmö, na Suécia.

Depois de ter sido a secção feminina do Malmö FF - Malmö FF Dam - iniciada em 1970, o clube foi refundado em 2007 com o nome LdB FC Malmö, e mudou em 2013 o nome para FC Rosengård. 

## Títulos
O FC Rosengård (Equipa Dam A) conquistou vários títulos durante a sua história desportiva:

- Campeonato Sueco de Futebol Feminino[4]: 1986, 1990, 1991, 1993, 1994, 2010, 2011, 2014, 2015, 2019, 2021, 2022, 2024
- Copa da Suécia de Futebol Feminino[5]: 1990, 1997, 2016, 2017, 2018 e 2022